# François Roussel-Despierres
Pour les articles homonymes, voir Roussel-Despierres, Roussel et Despierres.
François Roussel-Despierres, aussi connu sous le pseudonyme de François Roussel, est une personnalité française de la Troisième République, à la fois haut magistrat, diplomate et écrivain. Il a été secrétaire d'État de la principauté de Monaco.

## Biographie
Né le 21 février 1864 à Miliana, en Algérie, où son père Jean Roussel-Despierres avait été nommé juge. François, Jean-Baptiste, Alexandre, Vincent Roussel-Despierres, a suivi des études de droit, qui l'ont menée successivement au Conseil d'État (1888-1894) en tant qu'auditeur, attaché au cabinet du ministre des travaux publics, du ministère de la marine, chef adjoint du cabinet du ministre de l'Intérieur, du garde des Sceaux, chef de cabinet du président du Sénat (1896-1899), sous-directeur du cabinet du président de la République Émile Loubet (1899). Il a été ensuite secrétaire général du gouvernement monégasque puis secrétaire d'État de la principauté de Monaco, auprès des prince Albert 1er et Louis II de 1906 à 1936. Il a notamment été, à ce poste, l'artisan de la réhabilitation du commandant Forzinetti, ancien directeur de la prison du Cherche-Midi qui avait été brimé pour avoir été le premier militaire à proclamer l'innocence de Dreyfus. (Archives de l'université du Texas).
François Roussel-Despierres a été conseiller municipal de Cahors.

## Écrivain
François Roussel-Despierres fut avec Paul Le Cour et Phileas Lebesgue l'un des cofondateurs, le 24 juin 1926, de la première Société d'Études Atlantéennes, d’où naîtra, en octobre 1927, la Revue Atlantis.. Dans son ouvrage, Hors du scepticisme, liberté et beauté, (Paris, Alcan, 1907) ; il s'attache à expliquer pourquoi la civilisation future sera une civilisation esthétique avec pour dogme la volonté, une hiérarchie fondée sur l'universel consentement et pour idéal l'esthétique. Première partie: le scepticisme. la mission esthétique, la méthode sceptique, le principe d'autorité, négations et postulats. Deuxième partie : la liberté. Les fondements de l'autonomie, la servitude sociale, autonomie, anarchie, coopération. Les fonctions sociales, les contrats sociaux, les libertés de la conscience, la vie pratique, la libération de l'individu, . Troisième partie: la beauté.

## Son parcours à Monaco auprès des princes AlbertIeret Louis II
Nommé secrétaire général du gouvernement monégasque et conseiller d'État le 5 mars 1907, par ordonnance du prince Albert Ier, en remplacement du comte Henri de Maleville, François Roussel-Despierres est nommé Secrétaire d'État en fonction de gouverneur général le 11 juillet 1909. Il gère avec le prince la crise qui aboutira à la rédaction d'une constitution monégasque en 1911. Le 8 janvier 1918 il est nommé directeur des services judiciaires, du service des Relations extérieures et président du Conseil d'État. fonctions dont il sera déchargé, à sa demande, le 24 octobre 1933. Atteint par la limite d'âge, le secrétaire d'État est admis à la retraite le 21 février 1936.

## Iconographie
Son portrait par Odette Bonnal, son épouse, et l'autoportrait de cette artiste (fille de  Léon Bonnal, conservateur du musée Ingres) sont la propriété du Musée Ingres de Montauban.

## Décorations
- Commandeur de la Légion d'Honneur
- Grand-croix de l'ordre de Saint-Charles
- Grand-officier de l'ordre de la Rédemption africaine (Liberia)
- Commandeur de l'ordre de Léopold (Belgique)
- Grand officier de l'ordre du Soleil (Pérou)
- etc.